# Aptitude
aptitude es una interfaz para APT. Muestra una lista de paquetes de software y permite al usuario elegir de modo interactivo cuáles desea instalar o eliminar. Dispone de un poderoso sistema de búsqueda que utiliza patrones de búsqueda flexibles, que facilitan al usuario entender las complejas relaciones de dependencia que puedan existir entre los paquetes. En un principio, se diseñó para distribuciones GNU/Linux Debian, pero hoy día también se puede utilizar en distribuciones basadas en paquetes RPM.
aptitude se basa en una biblioteca ncurses, mediante la cual provee una interfaz, que tiene fama de resolver mejor las dependencias que apt-get y eliminar paquetes inútiles e incorpora algunos elementos comunes a otras interfaces gráficas, como son los menús desplegables.

## Historia
aptitude fue creado en 1999. En aquella época, existían otros dos front-ends para APT: 
- el programa dselect, que se usaba para instalar Debian antes de inventarse APT, y
- el programa console-apt, un proyecto que fue considerado como el heredero de dselect.

aptitude se creó para experimentar con un diseño más orientado a objetos que el usado en console-apt, con la esperanza de que resultara un programa mucho más flexible y con un conjunto de características extensibles.
La primera edición pública de aptitude fue la versión 0.0.1, del 18 de noviembre de 1999. Se trataba de una versión con muchas limitaciones: era capaz de mostrar la lista de paquetes disponibles, pero incapaz de descargarlos o instalarlos. Para la versión 0.0.4a, esta posibilidad ya estaba integrada, así como otras muchas mejoras. Se incluyó en la versión 2.2 de Debian («potato»).
A finales de 2000, se reescribió toda la interfaz gráfica, se creó una nueva arquitectura, que estaba basada en la librería  libsigc++ y en conceptos de modernos toolkits de widgets, como GTK+ y Qt. Esto permitió que la interfaz se asemejará aún más a otras GUI de lo que era hasta entonces, con nuevas características como los menús desplegables y cajas de diálogo emergentes. Una de las peculiaridades más sorprendentes y famosas de aptitude, es la implementación de un sencillo Buscaminas, que se agregó por esta época. La siguiente publicación oficial que apareció después de la total reescritura, fue la 0.2.0. La versión 0.2.11.1 se liberó junto con Debian 3.0 («Woody»). Para entonces, el proyecto console-apt (rebautizado como deity), había sido abandonado por sus mantenedores, y eliminado de la Woody.
A la fecha, aptitude está considerado como la mejor alternativa a dselect basada en terminal, y puede incluso reemplazarla en un futuro cercano. En Debian 3.1 («Sarge») opcionalmente el instalador puede usar aptitude para seleccionar los paquetes a instalar. aptitude consta con prioridad «importante», mientras que dselect sigue siendo «requerido» por el sistema, para mantener compatibilidades con versiones antiguas.

## Funcionamiento de aptitude
Para utilizar aptitude por terminal de comandos, al igual que apt-get, hay que estar logueados como superusuario (root) o utilizar el comando sudo.
Actualiza la lista de paquetes disponibles en los repositorios:
```
# aptitude update
```

Actualiza los paquetes que tengan disponibles nuevas versiones:
```
# aptitude safe-upgrade
```

Actualiza paquetes, incluso si eso significa que debe desinstalar otros (útil si aparece una nueva versión de su distribución):
```
# aptitude full-upgrade
```

Busca un paquete (aplicación) en los repositorios:
```
# aptitude search <nombre_paquete>
```

Muestra información del paquete:
```
# aptitude show <nombre_paquete>
```

Instala paquetes:
```
# aptitude install <nombre_paquete> 
```

Elimina (desinstala) paquetes y sus archivos de configuración:
```
# aptitude purge <nombre_paquete>
```

Elimina (desinstala) paquetes:
```
# aptitude remove <nombre_paquete>
```

Elimina ficheros descargados de cuando se instaló software en el sistema:
```
# aptitude clean
```

Elimina paquetes deb obsoletos:
```
# aptitude autoclean
```

Fuerza a que un paquete permanezca en su versión actual, y no se actualice:
```
# aptitude hold <nombre_paquete>
```

## Huevo de Pascua

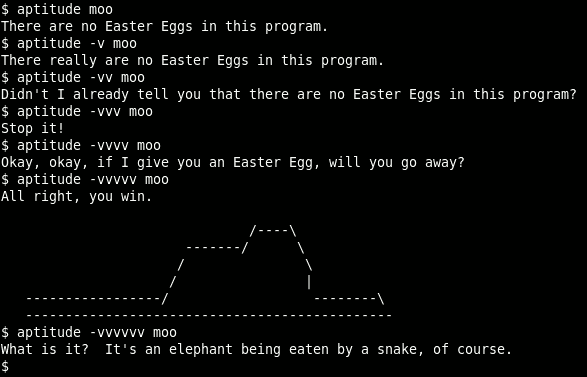
Aptitude moo en acción

Al igual que apt-get, aptitude cuenta con un huevo de Pascua, pero al no contar con poderes de super vaca, la salida al ejecutar aptitude moo es la siguiente:
```
davod@davod:~$ aptitude moo
No hay ningún huevo de Pascua en este programa.

davod@davod:~$ aptitude -v moo
Realmente no hay ningún huevo de Pascua en este programa.
davod@davod:~$ aptitude -vv moo
¿No le he dicho ya que no hay ningún huevo de Pascua en este programa?
davod@davod:~$ aptitude -vvv moo
¡Deje de hacer eso!
davod@davod:~$ aptitude -vvvv moo
Vale, vale, si le doy un huevo de Pascua, ¿se irá?
davod@davod:~$ aptitude -vvvvv moo
De acuerdo, usted gana.

                              /----\
                      -------/      \
                     /               \
                    /                |
  -----------------/                  --------\
  ----------------------------------------------
davod@davod:~$ aptitude -vvvvvv moo
¿Qué es? Un elefante siendo devorado por una serpiente, evidentemente.
```